# Ingstetter Weiher
Der Ingstetter Weiher ist ein in den 1930er Jahren angelegter Weiher im Tal des Schwarzbachs nördlich der Staatsstraße 2019 (Krumbach – Weißenhorn) zwischen Deisenhausen und Ingstetten im Unterroggenburger Wald (gemeindefreies Gebiet im Landkreis Neu-Ulm).

## Geschichte

### Bis 1982
Der Ingstetter Weiher wurde in den 1930er-Jahren ursprünglich als Fischweiher angelegt, um die Bevölkerung mit Eiweiß versorgen zu können. Der Weiher trägt im Einzugsgebiet des Schwarzbachs als Rückhaltebecken zum Hochwasserschutz bei.
In den 1960er- und 1970er-Jahren wurde er als Badesee genutzt. Mit dem Ausbau des Oberrieder Weihers bei Breitenthal im Landkreis Günzburg zum Naherholungsgebiet verlor der Ingstetter Weiher als Badesee langsam an Attraktivität und wurde schließlich als flächenhaftes Naturdenkmal unter Schutz gestellt.

### Naturdenkmal
Seit August 1982 sind der See, die ihn umgebenden Röhrichtbestände und Verlandungszonen im Uferbereich sowie die angrenzenden Erlen- und Weidenbestände als flächenhaftes Naturdenkmal geschützt. Das Naturdenkmal hat eine Größe von ungefähr 4,6 ha, wobei die Wasserfläche selbst etwa 3,5 ha einnimmt. Der Weiher, der jeden Winter abgelassen wird, hat einen fast geschlossenen Röhrichtgürtel. Nachdem das Gewässer unter Schutz gestellt worden war, wurden in dem Weiher künstliche Inseln angelegt, um die ökologisch bedeutsame Uferlinie zu verlängern und Vögeln sowie anderen Tieren vor Feinden geschützte Brutplätze bzw. Lebensräume zu schaffen. Am Ingstetter Weiher findet man die größte Population der Erdkröte im Landkreis Neu-Ulm.